# Krzeszów (województwo dolnośląskie)
Krzeszów (niem. Grüssau) – wieś w Polsce położona w województwie dolnośląskim, w powiecie kamiennogórskim, w gminie Kamienna Góra.

## Podział administracyjny
W latach 1945–1954 i 1973–1976 miejscowość była siedzibą gminy Krzeszów. W latach 1954–1972 wieś należała i była siedzibą władz gromady Krzeszów. W latach 1975–1998 miejscowość administracyjnie należała do województwa jeleniogórskiego.

## Położenie
Wieś położona w Sudetach Środkowych, w Kotlinie Krzeszowskiej, nad rzeką Zadrną, u ujścia jej lewego dopływu Cedronu na wysokości 450–470 m n.p.m.

## Nazwa
Nazwa miejscowości notowana była w formach Cressebor (1242), Cresofbor (1249), Cresowbor (1254), Cresovbor (1256), Grizow (1289), Cressowe, Cressow (1289), Grisowe, Grisow (1292), Grissow (1326), Grizovia (1326), Grysovia (1332), Grysow (1334), Antiquum Gryssow (1375), Gryssaw (1429), s. ordinis Cisterciensis Grissovii (1668), coenobium Grussoviense (1687), Gruͤssau (1785), Grüssau (1845), Krasobór Grüssau (1900), Grüssau – Krasnobór (1900), Grüssau – Krzeszów, -owa, krzeszowski (1946). Być może pierwotną formą była Krzesiborz, która została utworzona przez dodanie sufiksu -jь do nazwy osobowej *Krzesibor, wywodzącej się od czasowników krzesić ‘wzniecać’ i *boriti ‘walczyć’. Niemiecka forma Grüssau stanowi substytucję fonetyczną wtórnej nazwy Krzeszów i prawdopodobnie powstała ona przez skojarzenie ze średnio-wysoko-niemieckim grieʒ ‘piasek, żwir’ oraz zamianę końcówki na -au. W roku 1613 śląski regionalista i historyk Mikołaj Henel z Prudnika wymienił miejscowość w swoim dziele o geografii Śląska pt. Silesiographia podając jej łacińską nazwę: Grissoviense monasterium.

## Historia
W roku 1242 księżna Anna, wdowa po Henryku Pobożnym, ufundowała w Krzeszowie klasztor benedyktynów sprowadzonych z czeskich Opatovic. Jej wnuk Bolko I Surowy, wówczas książę jaworski, w roku 1289 wykupił dobra klasztorne, a w roku 1292 ufundował opactwo cystersów, którzy przybyli z Henrykowa.
W obręb dóbr klasztornych wchodziły już wtedy m.in.: Lubawka, Błażkowa, Gorzeszów, Czadrów, Jawiszów, Lipienica, Dobromyśl, Kochanów i Okrzeszyn. Nie udało się jednak utrzymać wszystkich dóbr i część wsi, szczególnie po czeskiej stronie, klasztor utracił. Klasztor cieszył się poparciem kolejnych panujących w księstwie świdnickim i szybko bogacił. Wzniesiono na obecnym miejscu pierwszy kościół, który stał się miejscem spoczynku książąt świdnickich. Spoczęli tu: Bolko I Surowy, Bolko (zmarły wcześnie syn Bolka I), Bernard świdnicki, Henryk I jaworski, Henryk II świdnicki, Bolko II Mały. Już w 1306 r. napisano pierwszy rocznik klasztorny, a ok. 1350 r. umieszczono w kościele sarkofag księcia Bolka I Surowego.
Dobra klasztorne powiększały się też w wyniku prywatnych legatów i donacji. W ten sposób w 1349 r. cystersi weszli w posiadanie Szarocina, w 1350 r. wójt Kamiennej Góry Henschelinus sprzedał im Przedwojów, a w 1354 r. bracia Czyrnowie sprzedali opatowi swoją część Starych Bogaczowic, z kolei w 1357 r., opat Henryk sprzedał Żarów Jeschcowi de Schelewicz ze Świdnicy, a w 1359 r. niejaka Utha, wdowa po Predilu, ofiarowała klasztorowi Miłochów koło Świdnicy. Wreszcie w 1360 r. książę Bolko II nadał mu sołectwo w Lubawce. W 1343 r. książę Bolko II nadał cystersom przywilej na prowadzenie robót górniczych, który dotyczył Chełmska Śląskiego, Wójtowej, Błażkowej, Olszyn, Dobromyśla, Uniemyśla i Okrzeszyna, ale brak informacji o jego wykorzystaniu w owym czasie. Dzięki nadaniom książęcym i prywatnym opactwo stało się jednym z największych posiadaczy ziemskich na Śląsku. Ciężkie czasy nastały w latach wojen husyckich, a następnie wojny trzydziestoletniej.
Ponowny rozkwit nastąpił na początku XVIII w. Klasztor był wówczas właścicielem m.in. miast Chełmsko i Lubawka, zamku w Bolkowie, ok. 40 wsi i mniejszych osad z otaczającymi je gruntami, probostwa w Cieplicach koło Jeleniej Góry i w Wierzbnej koło Świdnicy, a nawet opiekował się kaplicą na szczycie Śnieżki. Za sprawą energicznych opatów, korzystających obficie z nastrojów i zdobyczy kontrreformacji, sprowadzono do Krzeszowa, głównie z Czech, uznanych artystów: architektów, rzeźbiarzy i malarzy. Klasztor stał się w tym czasie ważnym ośrodkiem kulturalnym i artystycznym na Śląsku, a jego znaczenie upadło dopiero z chwilą wybuchu wojen śląskich w 1740 r.
Po trzeciej z tych wojen, w 1763 r., tereny te weszły ostatecznie w skład państwa pruskiego. W roku 1810 nastąpiła kasata klasztoru i przejęcie jego dóbr przez państwo. W latach 1919–1940 klasztorem władali benedyktyni przesiedleni z klasztoru w Pradze.
3 września 1940 klasztor przejęły władze III Rzeszy. Benedyktyni zostali zmuszeni do opuszczenia klasztoru. W klasztorze umieszczono m.in. Niemców karpackich, od 5 października 1941 Żydów śląskich przed ich wywiezieniem do obozu Theresienstadt, zimą roku 1944/1945 niemieckich przesiedleńców z Węgier jako gości Führera. Pod koniec wojny w klasztorze zdeponowano zbiory Biblioteki Pruskiej z Berlina.
W roku 1945 wieś została przyłączona do Polski. Jej dotychczasowych mieszkańców wysiedlono do Niemiec. W roku 1946 klasztor objęły ss. benedyktynki ze Lwowa.

## Współczesność
W roku 2004 zespół klasztorny został uznany za Pomnik Historii. Obecnie w Krzeszowie odbywa się „Festiwal Piosenki Religijnej i Patriotycznej”.
W kwietniu 2016 wyburzono zabytkowy dawny kościół ewangelicki imienia Zbawiciela z lat 1912–1913, sfinansowany staraniem Związku Gustawa Adolfa. Zbór ten był niewielką budowlą, z krytym dachówką przedsionkiem od wschodu. Portal wejściowy zwieńczono krzyżem, literami CD i datą 1912. Ściany północna i południowa świątyni posiadały po 2 duże okna. Na wieży znajdował się witraż przedstawiający Jezusa Chrystusa. Halowe wnętrze (pozbawione empor) posiadało drewniane sklepienie w kształcie kolebkowo-beczkowym. Od strony wschodniej znajdował się chór z organami. Ściany zdobiły obrazy lub epitafia. Po stronie zachodniej stał ołtarz główny, nad którym umocowano duży krucyfiks. Obok znajdowały się wejścia do zakrystii. Do zboru przylegał cmentarz, na którym widoczne są pozostałości nagrobków.

## Zabytki

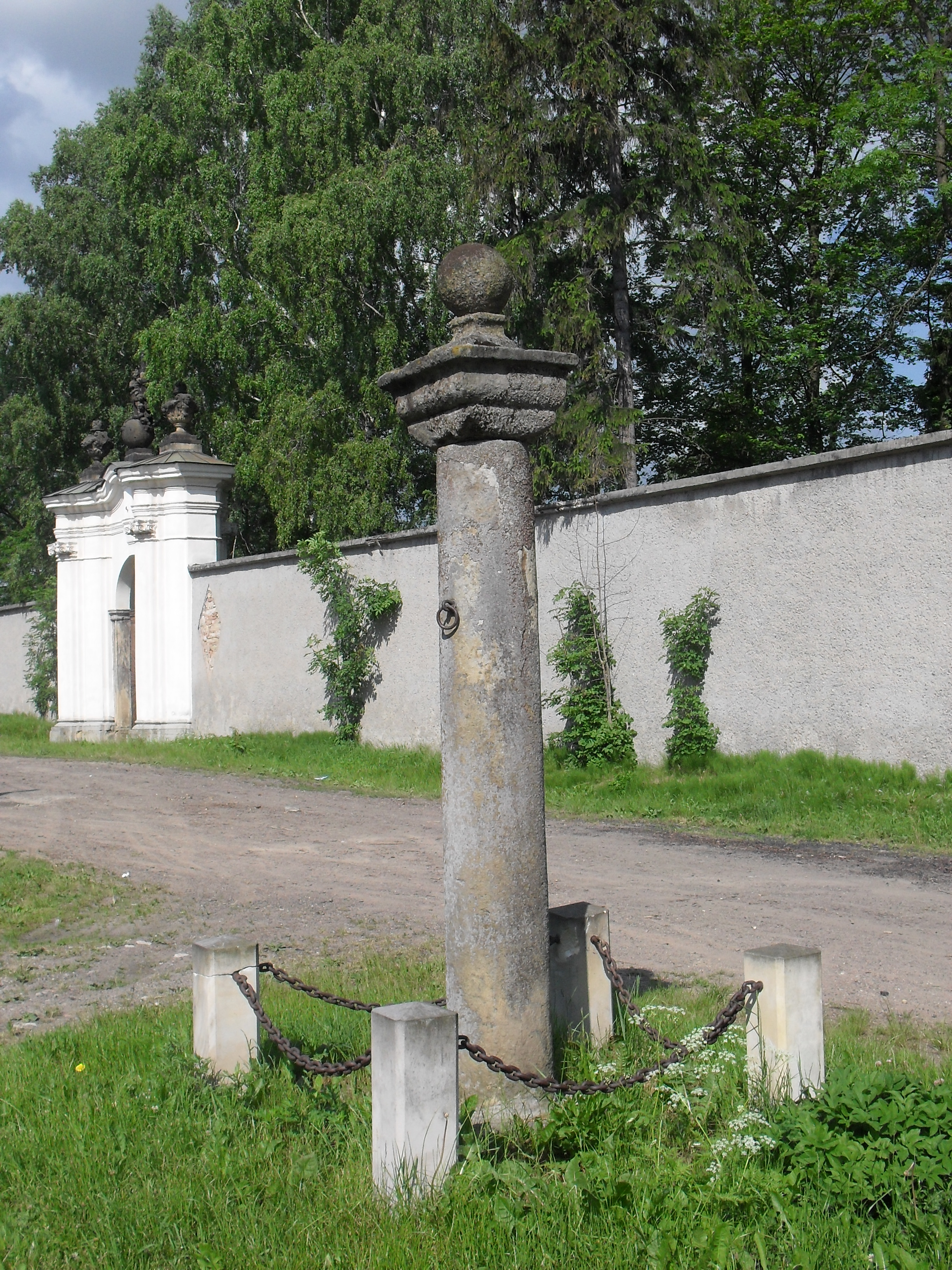
Pręgierz w Krzeszowie

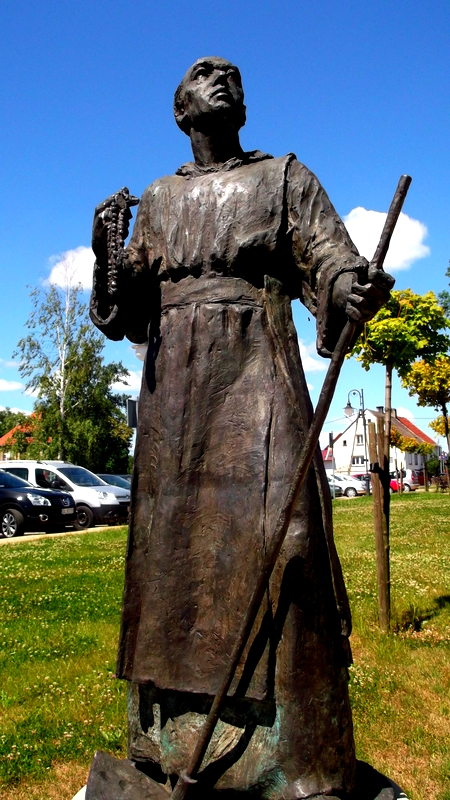
Pomnik cystersa

Do wojewódzkiego rejestru zabytków wpisane są obiekty:
- zespół klasztoru cystersów, obecnie benedyktynek, z XVIII w.:
  - bazylika pw. Wniebowzięcia Najświętszej Maryi Panny, z lat 1728–1735
  - mauzoleum Piastów świdnicko-jaworskich
  - klasztor
  - dom opata
  - ogród klasztorny
  - kościół pomocniczy pw. Józefa, z lat 1690–1696
  - plebania
  - oficyna (dawna apteka, browar), obecnie restauracja, z XVI, XIX w.
  - dom nr 285, dawny budynek administracji
  - dom nr 255, z początków XIX w.
  - dom nr 256, z XVIII w., koniec XIX w.
  - dom, obecnie punkt obsługi pielgrzymów, z 1730 r., XIX, XX w.
  - budynek mieszkalno-gospodarczy „Długi Dom”, z XVI w., przebudowany w 1730 r., i w pierwszej połowie XIX w.
  - budynek mieszkalno-gospodarczy nr 254, z XVIII w., XIX w.
  - wozownia
  - budynek bramy, z XVI w., XVIII w.
  - cmentarz klasztorny
  - ogrodzenie cmentarza z bramą
  - mur graniczny opactwa, z XVI-XX w.
  - brama ogrodowa
  - dwie kaplice przy murze granicznym
- kaplice na kalwarii
- kaplica Grota Narodzenia Pańskiego w przysiółku Betlejem, z 1674 r., 1927 r.
- pawilon opata „Na Wodzie” w Betlejem, drewniany, z 1730 r.
- dom nr 288, tzw. Betlejem z XVIII w., koniec XIX w.

inne zabytki:
- dawny kościół ewangelicki w Krzeszowie
- pręgierz w Krzeszowie

Ponadto na Górze Świętej Anny na wschód od miejscowości, znajduje się zrekonstruowana barokowa kaplica św. Anny z 1623 r.

## Sanktuarium Maryjne

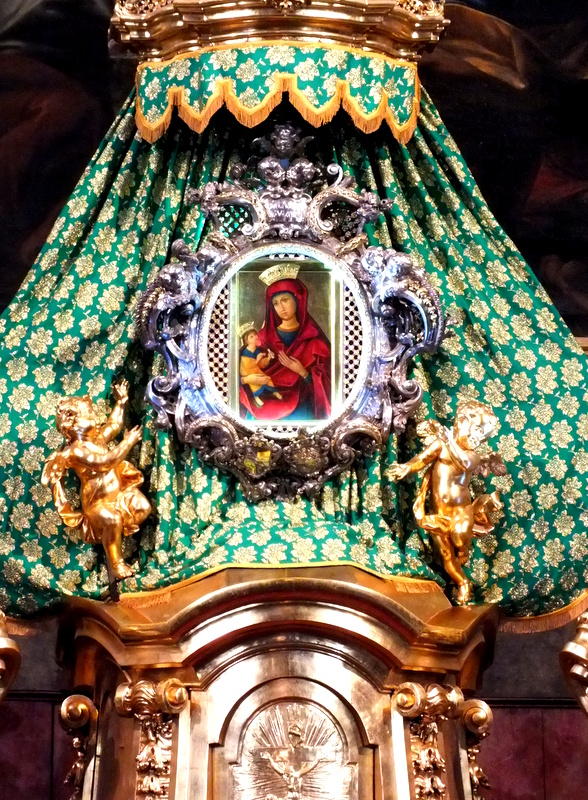
Ikona Matki Bożej Łaskawej w ołtarzu głównym bazyliki

W bazylice pw. Wniebowzięcia NMP w ołtarzu głównym mieści się najcenniejszy obraz diecezji legnickiej – ikona Matki Bożej Łaskawej. Słynący łaskami obraz czczony jest na przestrzeni dziejów przez Czechów, Polaków, Niemców i Węgrów. Jest to najstarszy, bo pochodzący z I połowy XIII wieku wizerunek Matki Boskiej na ziemiach Polski, i jeden z pięciu najstarszych w Europie. Do Krzeszowa trafił on prawdopodobnie ze sprawą Bolka I – fundatora klasztoru. 2 czerwca 1997 Jan Paweł II podczas pielgrzymki do Legnicy ukoronował obraz. Uroczysta intronizacja obrazu odbyła się w Krzeszowie 17 sierpnia 1997. W okresie od 25 marca 1996 do 10 września 1997 na terenie diecezji legnickiej miała miejsce peregrynacja kopii wizerunku Madonny Krzeszowskiej. Obraz nawiedził wówczas 523 kościoły i 37 kaplic zakonnych.
Obraz namalowany jest temperą na modrzewiowej desce o rozmiarach 60 × 37,5 cm. Zadumana Matka Boska z Dzieciątkiem Jezus na prawym ramieniu lewą dłoń trzyma na sercu. Głowa i ramiona Maryi otulone są czerwonobrunatną chustą. Dziecię odziane jest w zielonkawozłotą szatę i w lewej rączce trzyma zwinięty pergamin, prawą rękę zaś unosi w geście błogosławieństwa. Główkę kieruje w stronę Matki. Tło obrazu jest złote. Obraz otacza barokowa rama z kunsztowną ornamentacją i napisem „Gratia Sanctae Mariae” (Łaska Świętej Maryi). Twórca ani też data namalowania obrazu nie są znane. Corocznie, 15 sierpnia, w dniu odpustu obraz jest zdejmowany z ołtarza głównego i niesiony w uroczystej procesji przez przedstawicieli stanów: kapłanów, ojców, matki, młodzież męską i żeńską, górników i dzieci przy dźwiękach pieśni maryjnych.
Matka Boska Łaskawa zwana jest też Królową Sudetów.

## Szlaki turystyczne
- Kamienna Góra – Krzeszów – Jawiszów – Chełmsko Śląskie
- Lubawka – Krzeszów – Sokołowsko
- Lubawka – Krzeszów – Mieroszów[17]

## Galeria

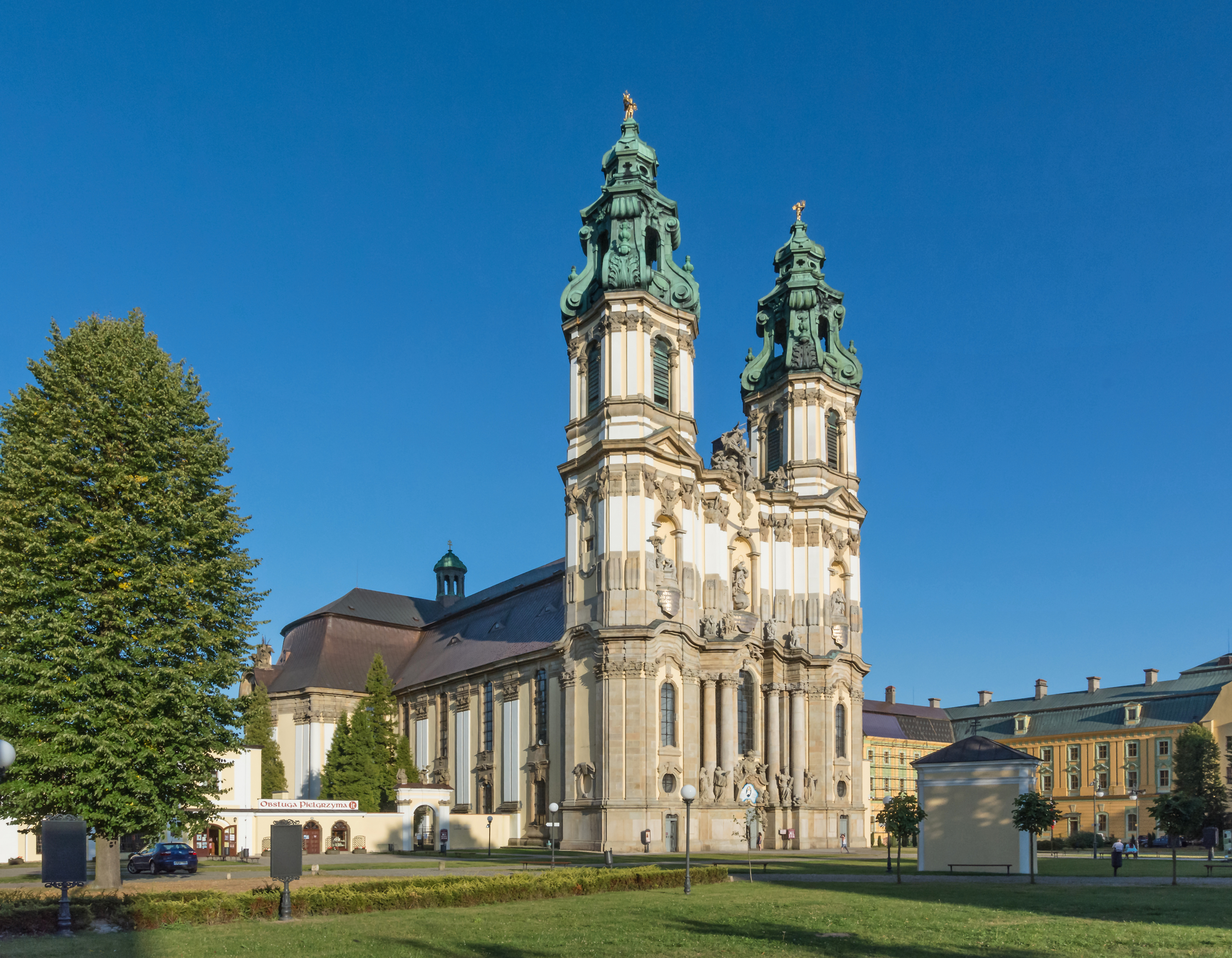
Bazylika
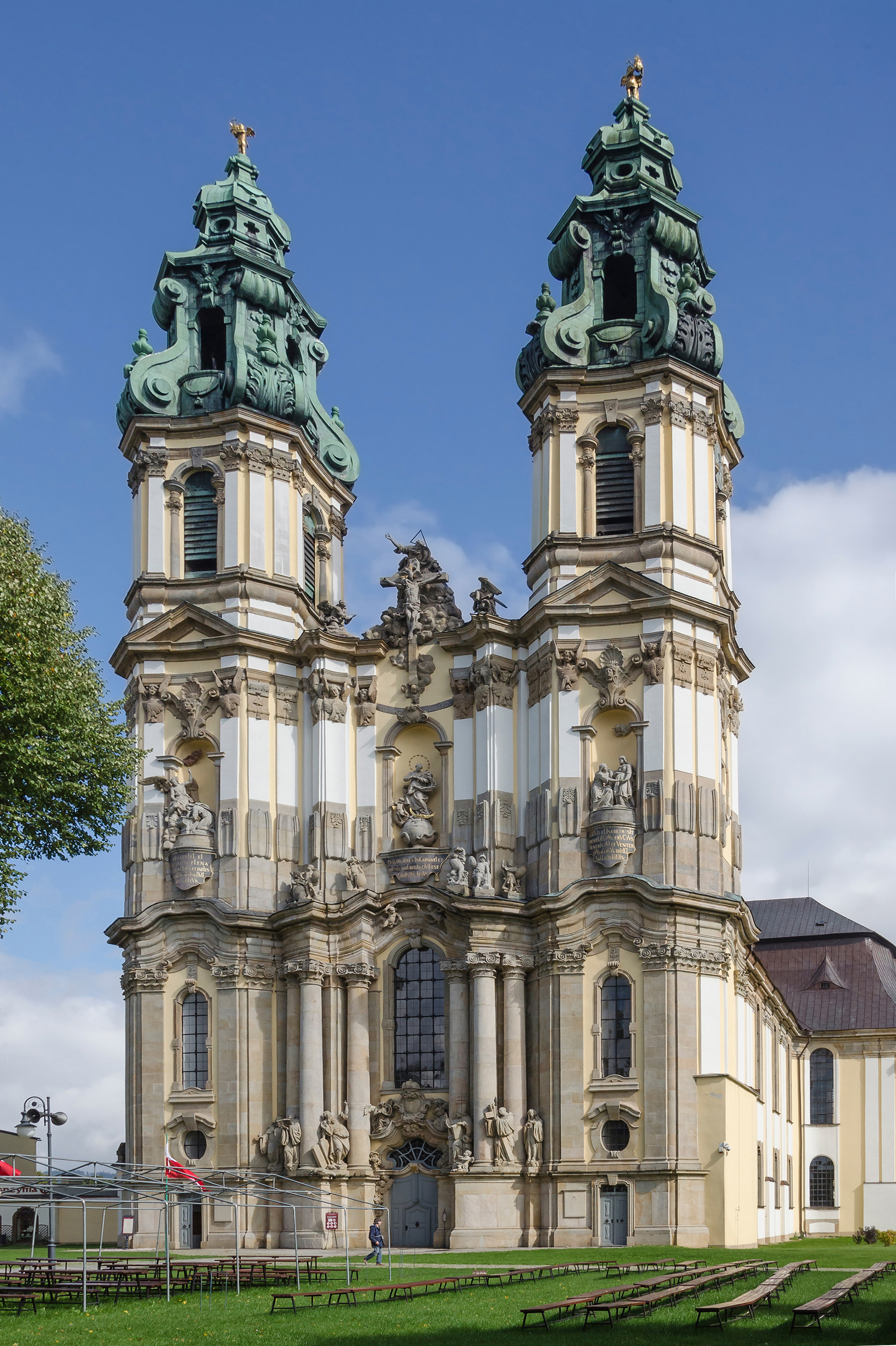
Bazylika – fasada
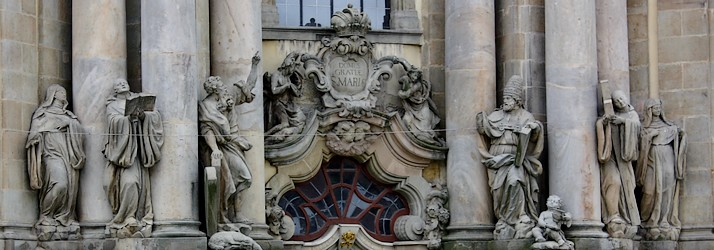
Bazylika – rzeźby na fasadzie
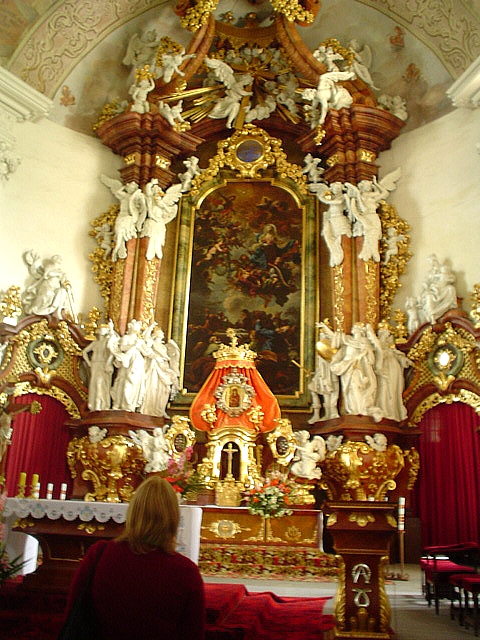
Bazylika – ołtarz główny
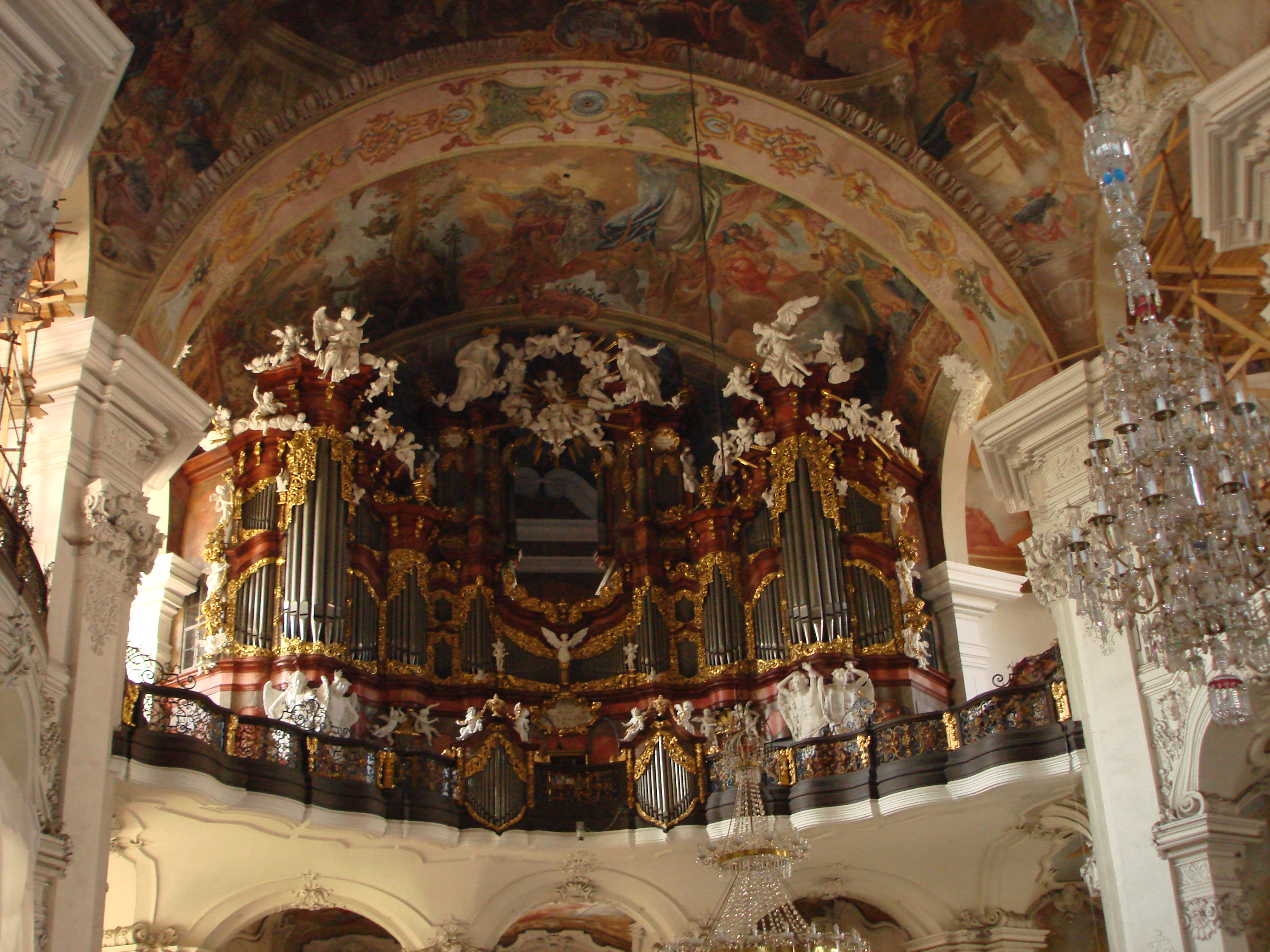
Bazylika – organy
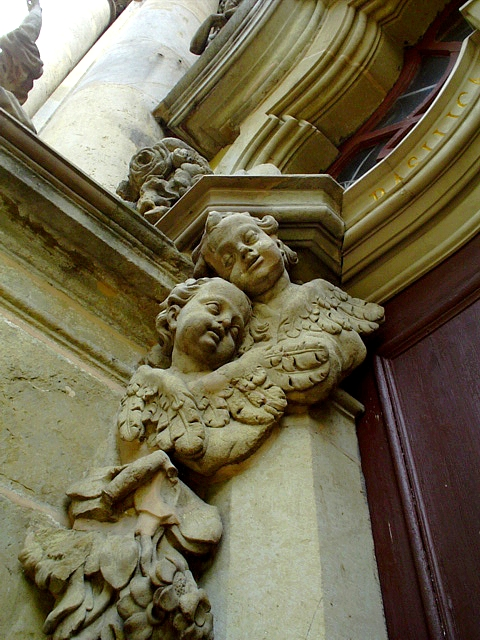
Bazylika – rzeźby aniołów w portalu
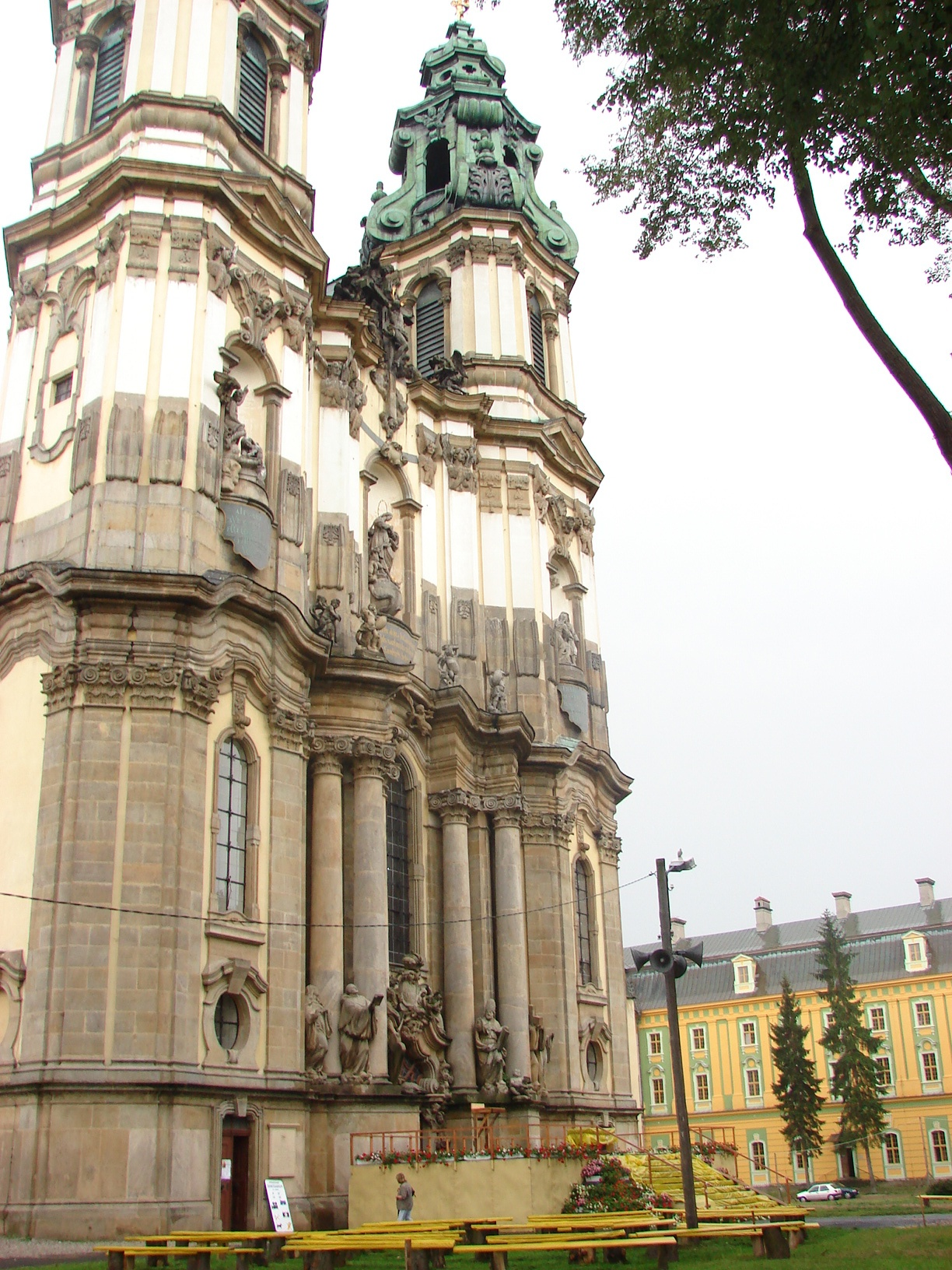
Bazylika z lewej strony
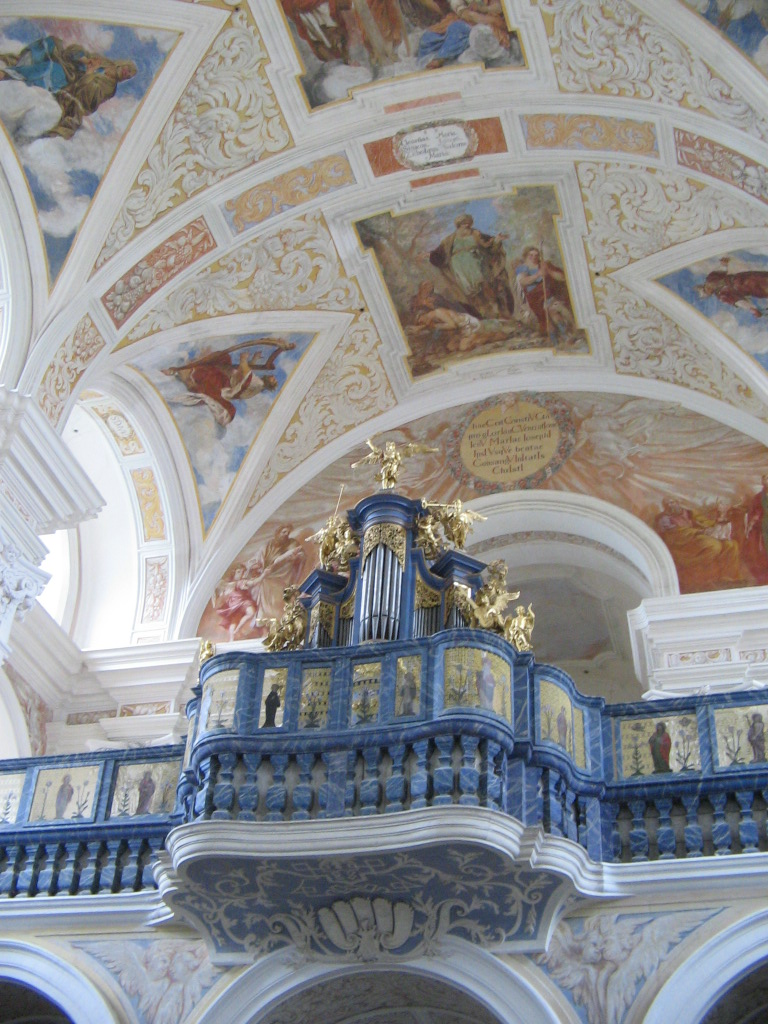
Organy (kościół św. Józefa)
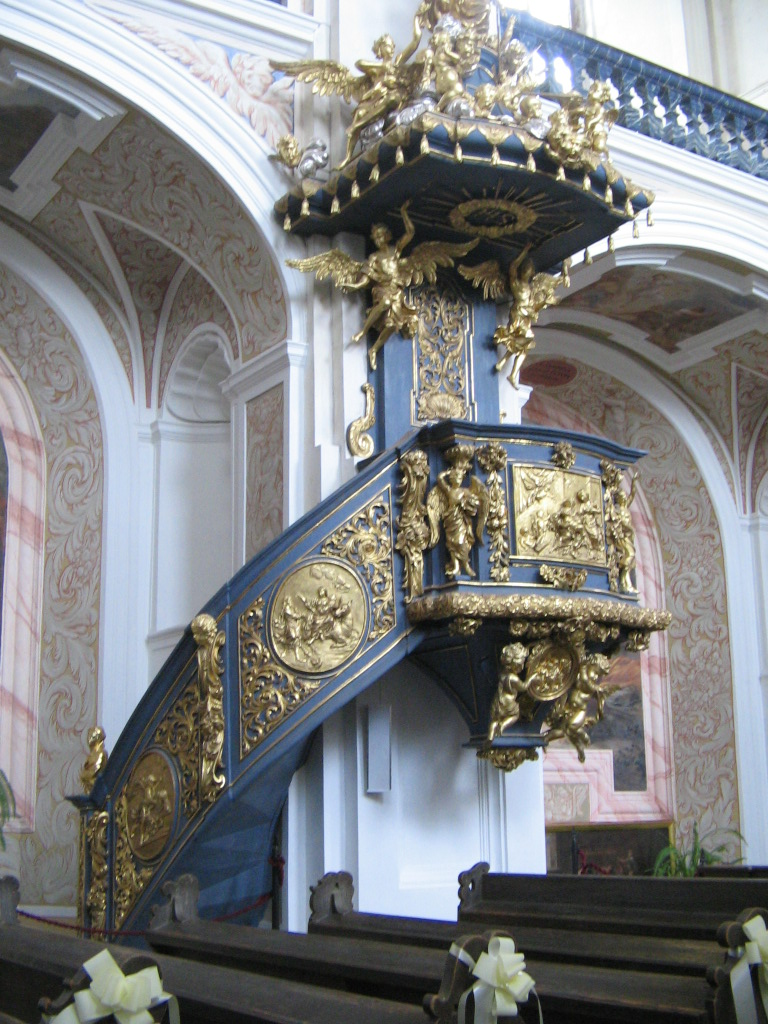
Ambona (kościół św. Józefa)
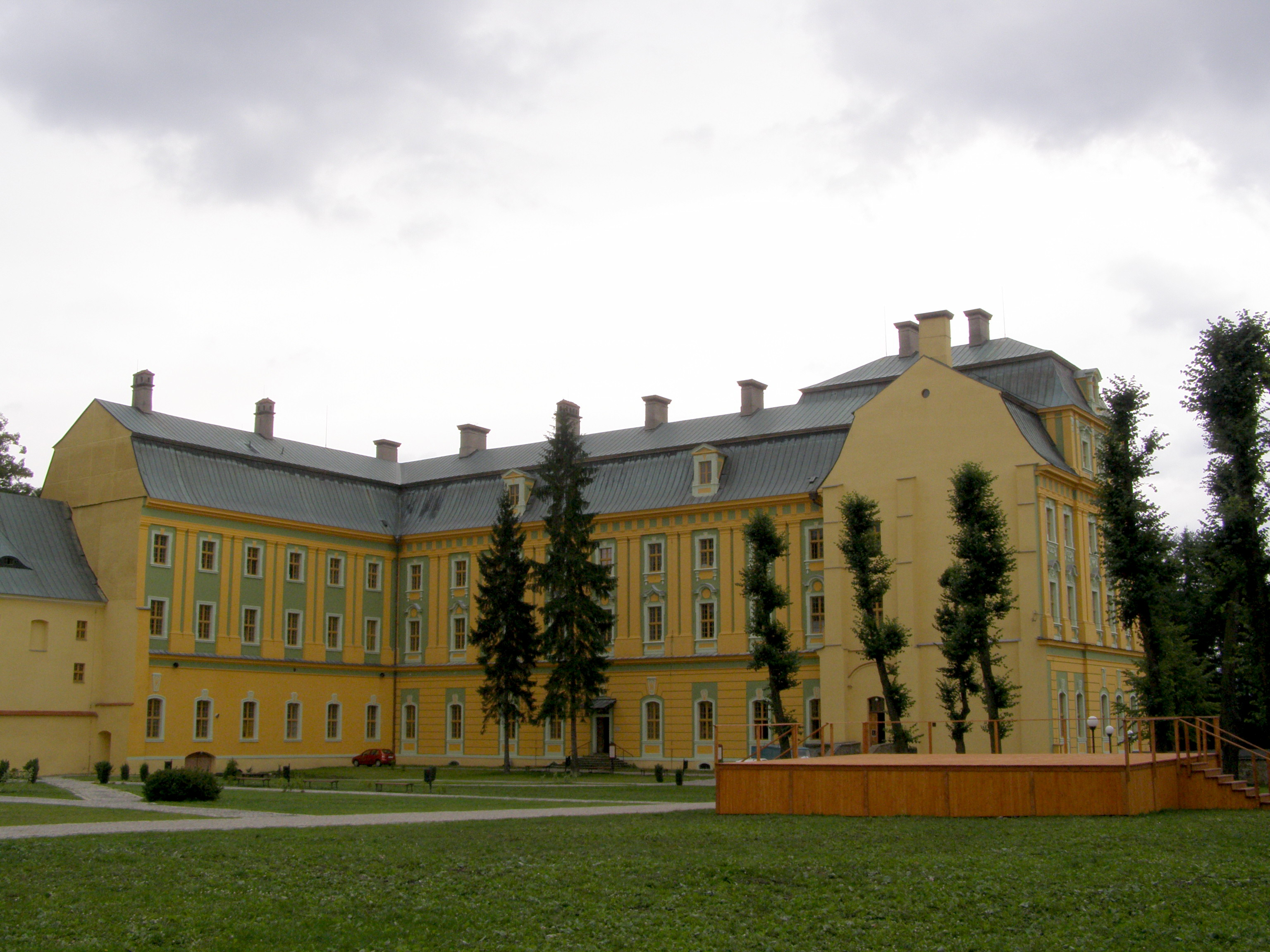
Opactwo
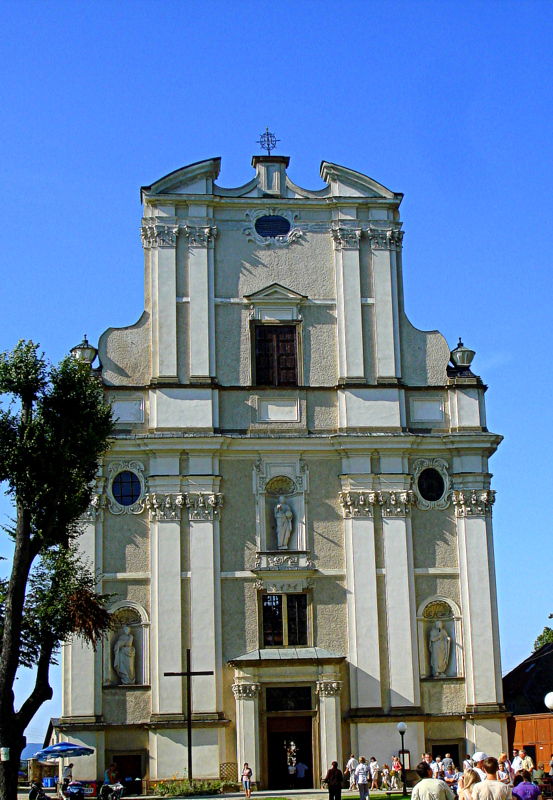
Kościół pw. św. Józefa
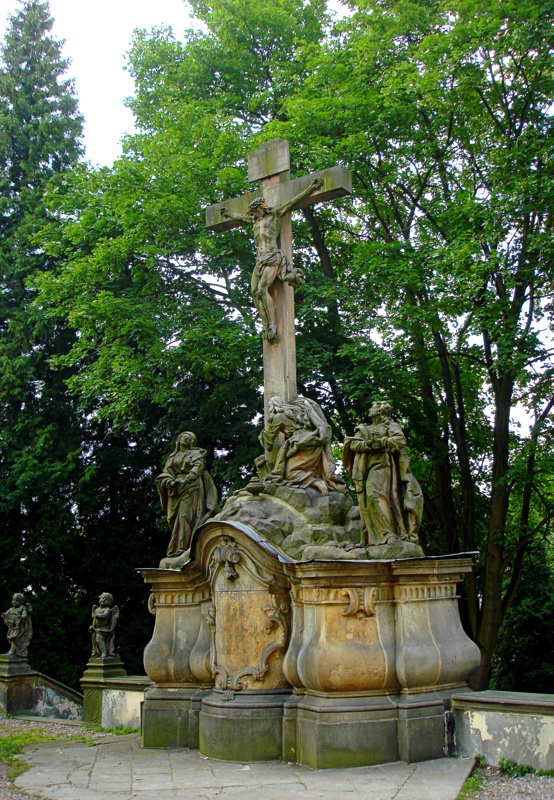
Cmentarz klasztorny, Grupa Ukrzyżowania
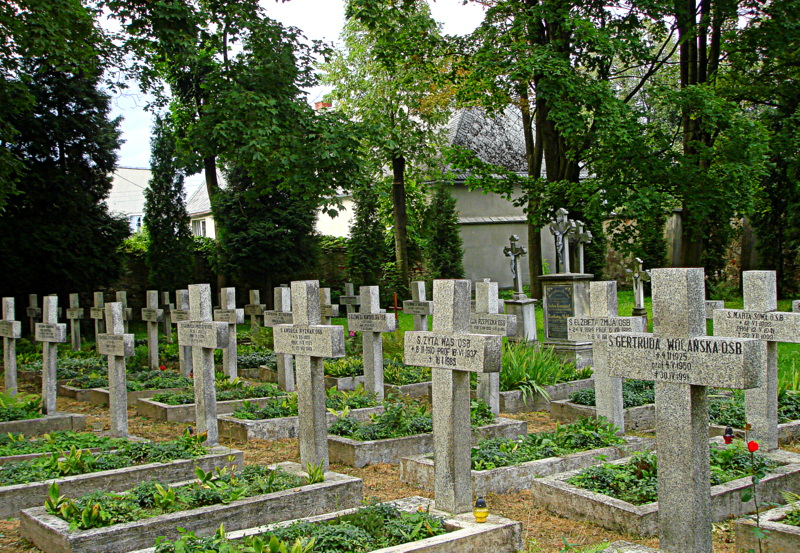
Cmentarz klasztorny
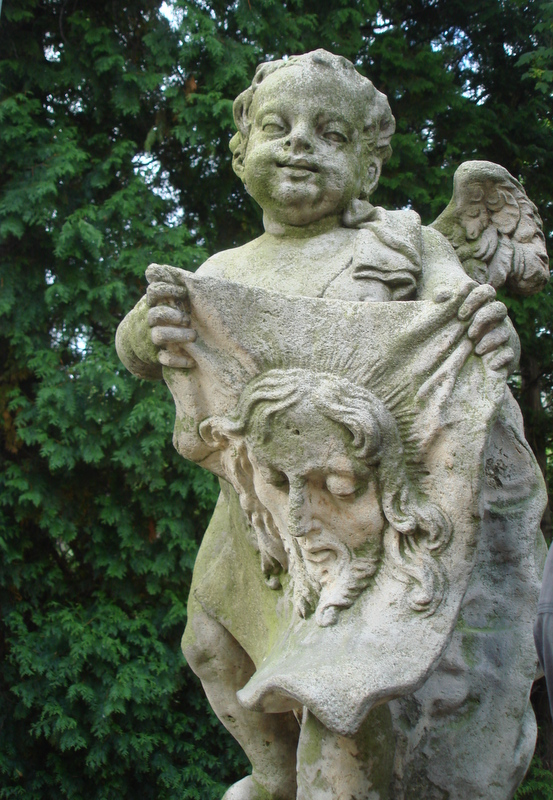
Figura anioła na cmentarzu klasztornym
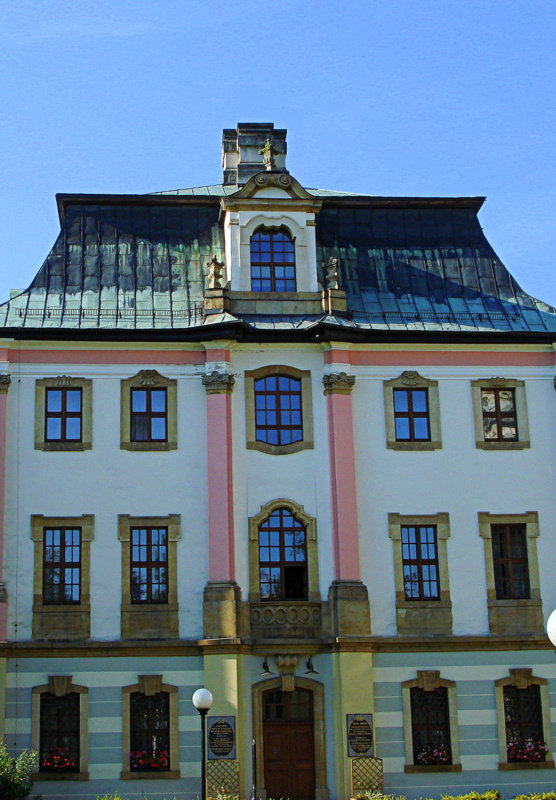
Dom Opata
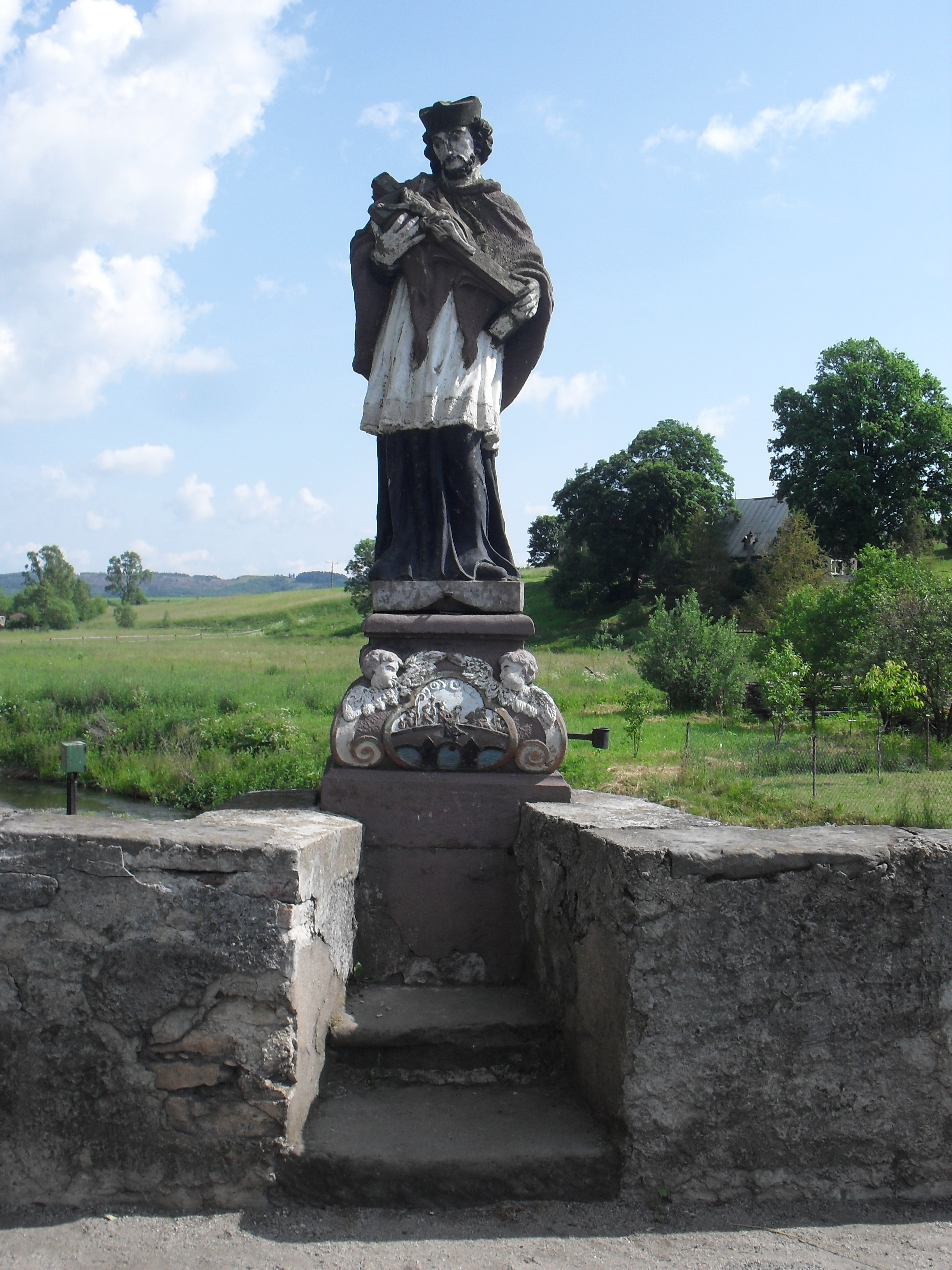
Święty Jan Nepomucen na moście nad Zadrną
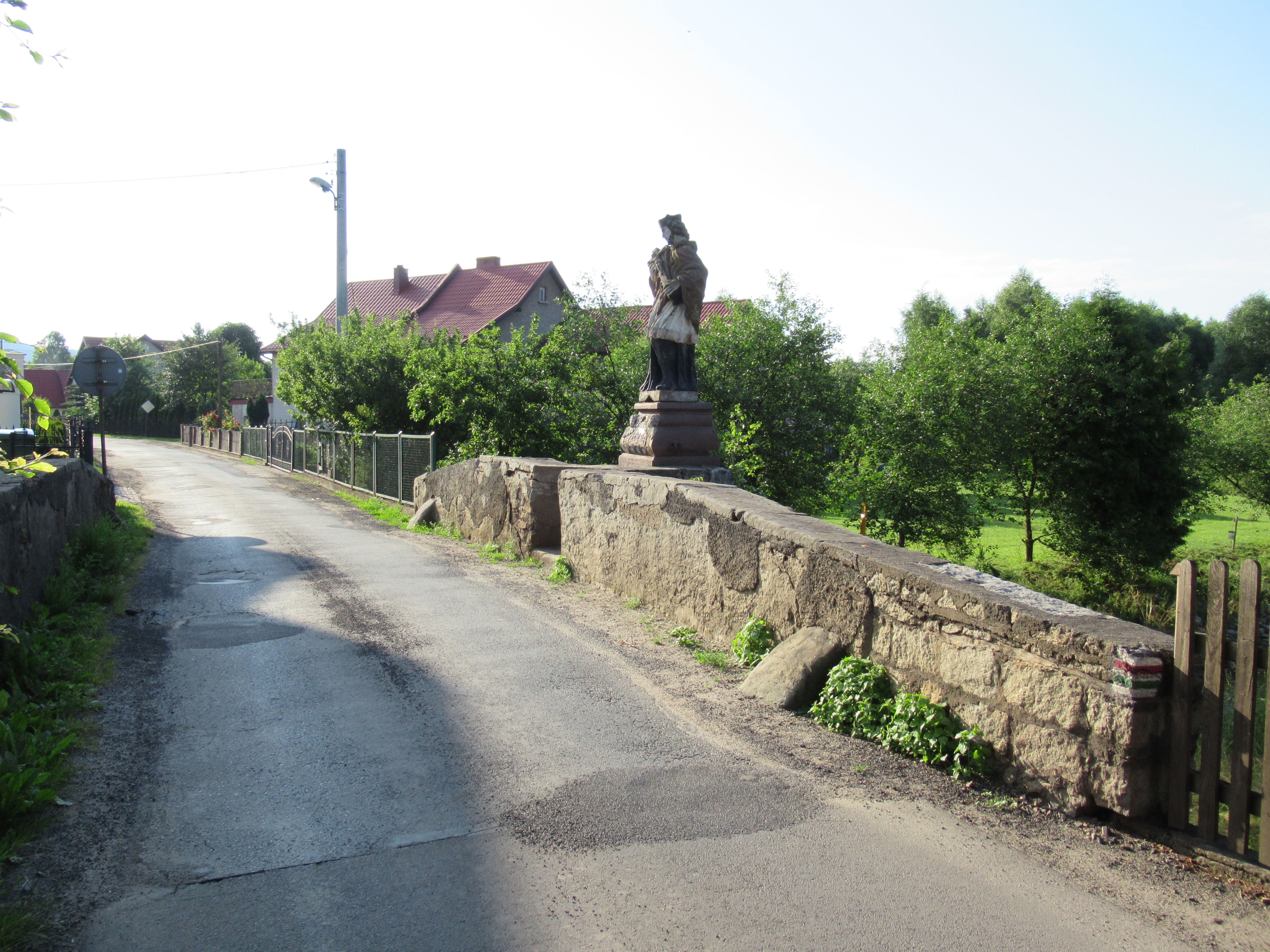
Most przez Zadrnę
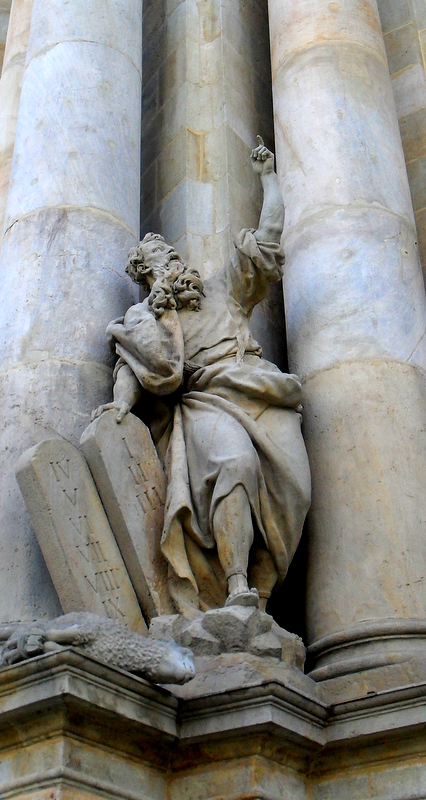
Rzeźba Mojżesza na fasadzie bazyliki
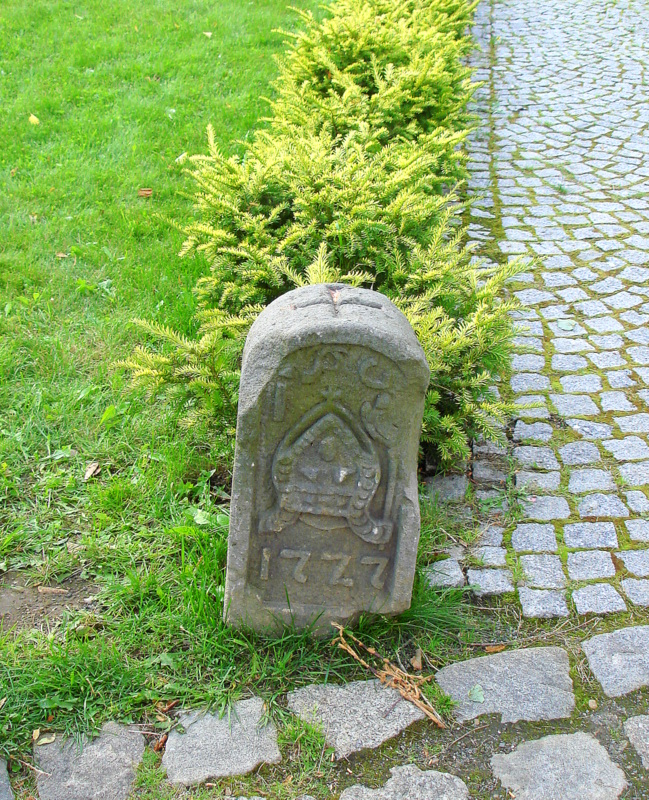
Kamień graniczny cystersów na dziedzińcu klasztornym
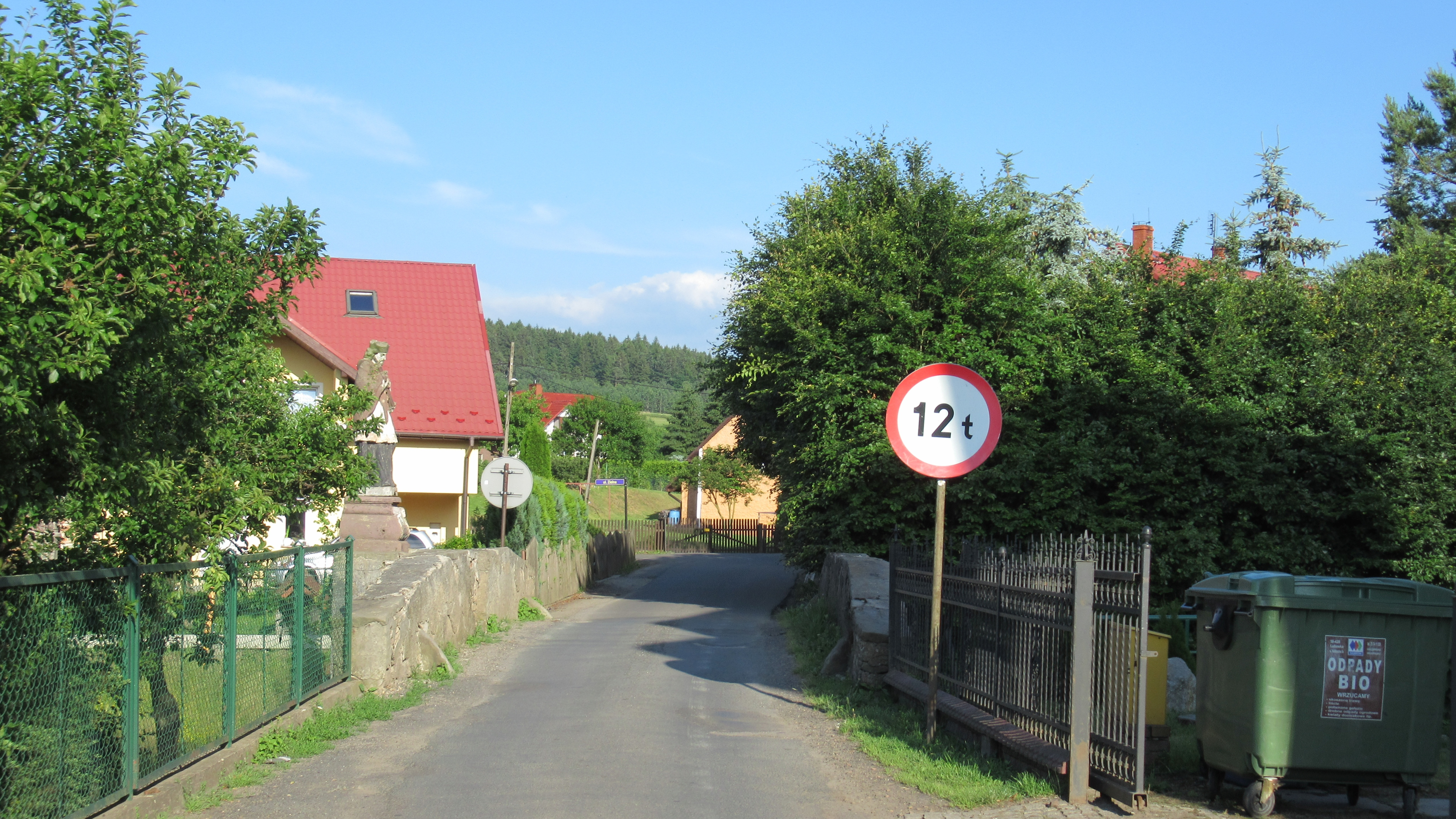
Fragment miejscowości